# 鈴木義雄 (日揮)
鈴木 義雄（すずき よしお、1910年（明治43年）10月3日 - 1999年（平成11年）7月23日）は、日本の実業家、通産省官僚。通産省重工業局長、日揮社長・会長、日本輸出入銀行理事などを歴任した。

## 来歴・人物
神奈川県三浦郡葉山町生まれ。昭和8年（1933年）に東京帝国大学法学部を卒業し、同年商工省に入省。大阪通産局総務部長や横浜通商事務所所長、在英国日本国大使館商務参事官、札幌鉱山監督局局長を経て、昭和29年（1954年）通商産業省重工業局長に就任した。通産省を退官後は、昭和32年（1957年）に日本輸出入銀行理事、昭和41年（1966年）に日本揮発油(現・日揮)社長に就任。昭和55年（1980年）からは日揮会長を務めた。従六位に叙される。　

## 略歴
- 1910年 神奈川県生まれ。後に東京に転居し、永田町小学校（現麹町小学校）、東京府立第一中学校（現東京都立日比谷高等学校）、第一高等学校を卒業。
- 1933年 東京帝国大学法学部法律学科卒業
- 1933年 商工省入省
- 1954年 通商産業省重工業局長就任
- 1957年 日本輸出入銀行理事就任
- 1966年 日本揮発油社長
- 1980年 日揮会長
- 1988年 日揮相談役

## 栄典
- 1983年 勲二等瑞宝章
- 1986年 レオポルド勲章・コマンドール章（ベルギー）

## 家族・親族
鈴木商店（現味の素）第2代社長の鈴木忠治の四男。鈴木商店創業者の2代目鈴木三郎助は伯父。長兄に三楽オーシャン（現メルシャン）社長・会長を務めた鈴木三千代、次兄に工学博士で昭和電線電纜会長を務めた鈴木松雄、弟に鈴木竹雄（東京大学名誉教授）、経済同友会副代表幹事や昭和電工社長・会長を務めた鈴木治雄、三菱重工業副社長や三菱自動車販売（現・三菱自動車工業）社長を務めた鈴木正雄、大蔵省国際金融局長や国際通貨基金理事等を務めた鈴木秀雄、多摩電気工業（現・真田KOA）会長を務めた鈴木泰雄がいる。
妻・繁子は実吉敏郎（実吉安純次男）の長女。長女・昭子は渡辺英二の妻。